# Direction générale de la Sécurité civile
Cet article possède un paronyme, voir Direction générale de la Sécurité civile et de la gestion des crises.
La direction générale de la Sécurité civile est l'une des trois branches de la sécurité civile belge. C'est un service purement administratif dont le but est la gestion des tâches administratives et la communication entre les deux autres services de la sécurité civile: les services d'incendie et la protection civile. Elle dépend du service public fédéral Intérieur.

## Missions de la Direction Générale de la Sécurité Civile
- Régulation de l'achat de matériel
- Assurer le fonctionnement des appels téléphoniques 112.
- Inspecter les services d'incendie et de protection civile
- Élaborer une réglementation générale relative à l'organisation des services d'incendie et limiter les risques d'incendie et d'explosion.
- Établir des directives en matière de planification d'urgence
- Reconnaître les calamités publiques et reconnaître les dossiers d'indemnisation des dommages résultant de ces dernières
- Organiser la formation des sapeurs-pompiers et des agents de la protection civile

L'Institut supérieur de Planification d'Urgence ne dépend plus de la Direction Générale (depuis 2008) mais du service P&O du Service public fédéral Intérieur.